# From Genesis to Revelation
From Genesis to Revelation (engl. für: „Von Genesis bis zur Offenbarung“) ist das Debütalbum der britischen Rockband Genesis. Es erschien im März 1969 und ist das einzige Album der Gruppe mit John Silver am Schlagzeug. Es dokumentiert die musikalische Anfangsphase der Band. Im Gegensatz zum Nachfolger-Album Trespass enthält From Genesis to Revelation noch wenige Merkmale des Progressive-Rocks; es handelt sich primär um Popmusik, die der späten Beat-Phase zugeordnet werden kann.

## Entstehung
Zur Zeit ihrer Gründung im Jahr 1967 bestand Genesis aus den Mitgliedern Tony Banks, Peter Gabriel, Anthony Phillips, Mike Rutherford und Chris Stewart. Nachdem sie mit Jonathan King ihren ersten Produzenten gefunden hatten, unterschrieben sie im August 1967 ihren ersten Plattenvertrag bei Kings Plattenfirma Jonjo Music. King gab der Gruppe auch den Namen Genesis (dt. Entstehung, Schöpfung).
Bis zum Herbst 1967 nahmen Genesis mehrere Demo-Tapes auf, bis sie schließlich im Dezember 1967 im Regent Sound A Studio in Tottenham Court Road die Banks/Gabriel-Komposition The Silent Sun, sowie den Phillips/Rutherford-Song That’s Me aufnahmen. Jonathan King war Produzent der Aufnahmen, musikalischer Direktor war Arthur Greenslade, der den Aufnahmen dominante Streicher-Arrangements hinzufügte. Am 2. Februar 1968 erschien die erste Single mit beiden Songs unter dem Decca-Label.
Am 10. Mai 1968 folgte die zweite Single mit A Winter’s Tale/One-Eyed Hound, beide geschrieben von Banks/Gabriel. Trotz positiver Kritiken im Melody Maker sowie im New Musical Express waren beide Singles jedoch nicht kommerziell erfolgreich.
Chris Stewart verließ Genesis nach der Aufnahme von A Winter’s Tale, da einerseits seine Eltern wollten, dass er für die Band nicht die Schule verlässt, und weil andererseits Jonathan King nicht mit ihm weitermachen wollte. Er wurde von John Silver ersetzt, der ein Freund der Gruppe war.
In der neuen Besetzung schrieb Genesis neue Lieder; dazu trafen sie sich in den Elternhäusern von John Silver und David Thomas, der bereits 1965 mit Peter Gabriel in der Schulband The Spoken Word spielte. Sie nahmen weitere Demo-Tapes auf, mit denen sie Jonathan King überzeugen konnten, ein Album mit ihnen zu produzieren. Die Songs dazu wurden in den Sommerferien 1968 innerhalb von 10 Tagen wiederum im Regent Studio aufgenommen. David Thomas sang dabei im Background-Chor mit.
Die Aufnahmen wurden dominierend von Jonathan King beeinflusst; insbesondere brachte er die Band davon ab, längere Instrumentalpassagen und Soli zu spielen, die sich somit erst auf den folgenden Alben als die markantesten Elemente der Musik und die besondere Stärke der Band herausstellen konnten. King beschloss außerdem, dass es ein Konzept-Album werden sollte.
Nach Abschluss der Aufnahmen wurden die einzelnen Stücke wiederum vom musikalischen Direktor Arthur Greenslade mit Streicherpassagen versehen. Doch während die Band dies bei den beiden Singles noch gut gefunden hatte, erschienen ihnen die Geigen bei den Album-Liedern viel zu aufdringlich, während die übrigen Instrumente regelrecht an den Rand gedrückt wurden.
Das Album erschien im März 1969 unter dem Titel From Genesis to Revelation, jedoch ohne explizite Nennung des Bandnamens, da zu der Zeit eine US-Band existierte, die bereits den Namen Genesis trug. Der Name des Albums veranlasste die Plattenläden dazu, das Album irrtümlich der Kategorie religiöse Musik zuzuordnen. Dies führte dazu, dass das Album damals mit nur ca. 650 verkauften Exemplaren vollkommen unterging.
Am 27. Juni 1969 wurde noch die Single Where the Sour Turns to Sweet/In Hiding ausgekoppelt, aber auch diese konnte die Verkaufszahlen des Albums nicht steigern.
Anders als bei vielen Bands gilt für Genesis-Fans diese erste LP nicht als kult-ähnlicher und sound-definierender Startpunkt der Band. Im Grunde wurde erst das darauf folgende Album Trespass als erste „richtige“ Genesis-Platte bewertet. Auf der vierten CD der Kompilation Archive I – 1967–1975 befinden sich die meisten Songs dieses Albums in einem „Rohformat“ ohne Streicherpassagen, in denen das Potential von Genesis rudimentär zu erahnen ist.

## Titelliste
1. Where the Sour Turns to Sweet (Tony Banks, Peter Gabriel) – 3:16
2. In the Beginning (Anthony Phillips, Peter Gabriel) – 3:47
3. Fireside Song (Tony Banks, Anthony Phillips, Mike Rutherford) – 4:20
4. The Serpent (Tony Banks, Peter Gabriel) – 4:40
5. Am I Very Wrong? (Tony Banks, Peter Gabriel) – 3:33
6. In the Wilderness (Tony Banks, Peter Gabriel, Anthony Phillips, Mike Rutherford) – 3:33
7. The Conqueror (Tony Banks, Peter Gabriel) – 3:42
8. In Hiding (Anthony Phillips, Peter Gabriel) – 2:40
9. One Day (Tony Banks, Peter Gabriel) – 3:22
10. Window (Anthony Phillips, Mike Rutherford) – 3:35
11. In Limbo (Tony Banks, Peter Gabriel, Anthony Phillips, Mike Rutherford, John Silver) – 3:32
12. The Silent Sun (Tony Banks, Peter Gabriel) – 2:15
13. A Place to Call My Own (Tony Banks, Peter Gabriel) – 2:00

Diese Liste entspricht der Erstauflage des Albums. Es gab zahlreiche Neuauflagen, die unter verschiedenen Titeln (In the Beginning, Where the Sour Turns to Sweet, Rock Roots: Genesis, The Silent Sun, ...And the Word Was, The Genesis of Genesis, …) erschienen. Darauf waren oft zusätzlich die A- und B-Seiten der beiden ersten Singles von Genesis sowie verschiedene Demoversionen anderer Songs enthalten. Darunter zum Beispiel A Winter’s Tale, One Eyed Hound, Image Blown Out und She’s So Beautiful. Der letzte Song bildete die Grundlage für das Lied The Serpent des endgültigen Albums; er erzählt allerdings eine komplett andere Geschichte.

## Charts
Album: (US # 170)

## Singles
- The Silent Sun / That’s Me (2. Februar 1968,[2] in diversen Publikationen falsches Datum 22. Februar 1968[3])
- A Winter’s Tale / One-Eyed Hound (10. Mai 1968)
- Where the Sour Turns to Sweet / In Hiding (27. Juni 1969)
- In the Beginning / The Serpent (Februar 1974)

## Besetzung
- Tony Banks: Piano, Orgel, Keyboard, Gitarre, Gesang
- Peter Gabriel: Gesang, Flöte, Tamburin
- Anthony Phillips: Gitarre, Gesang
- Mike Rutherford: E-Bass, Gitarre, Gesang
- John Silver: Schlagzeug
- Chris Stewart: Schlagzeug bei Silent Sun

sowie
- Gastmusiker: David Thomas, Gesang
- Produzent: Jonathan King
- String-Arrangements: Arthur Greenslade